# Wilhelm Funck
Wilhelm Robert Funck (* 20. Februar 1858 in Minden; † 29. Mai 1923 in Göttingen) war ein deutscher Politiker. Von 1900 bis 1919 war er Oberbürgermeister der Stadt Elberfeld.

## Leben und Wirken
Der aus Minden stammende Funck folgte im Jahr 1900 dem Ruf der Stadt Elberfeld, um Oberbürgermeister der Stadt zu werden und zog dafür am 15. Januar dorthin. Von Zeitgenossen wurde Funck als ein äußerst „unbequemes Stadtoberhaupt“ bezeichnet. Man sagte ihm nach, dass er für viele Eklats im Rathaus sorgte und nie ein Freund der Linken gewesen ist. Am 31. Mai 1919 wurde er in den Ruhestand verabschiedet, wenige Monate später, am 20. September 1919 zog er zurück nach Minden.
In der Zeit von 1909 bis 1918 war er Abgeordneter im Provinziallandtag der preußischen Rheinprovinz für Barmen.
Nach ihm ist in Elberfeld die Funckstraße benannt.